# Djurgårdens IF Fotboll 1994
Djurgårdens IF herrfotboll, säsongen 1994. Deltog i följande mästerskap: Division 1 Norra och Svenska cupen.
1993 hade varit ett riktigt misslyckande och laget var aldrig ens nära att studsa tillbaka till Allsvenskan. Inför säsongen 1994 valde flera namnkunniga spelare att skriva på för klubben, däribland Thor André Olsen och tidigare allsvenska skyttekungen Kaj Eskelinen från norska Brann, Zoran Stojcevski från svenska mästarna IFK Göteborg samt Bosse Andersson från Vasalund, där han gjort 37 mål senaste två säsongerna. Andersson satte tonen direkt genom att göra fyra mål i premiären mot GIF Sundsvall, det första av totalt tre hattricks under året. När serien tog sommaruppehåll efter omgång 11 var laget fortfarande obesegrat. Serieledningen hölls från start till mål och det blev totalt bara tre förluster på hela säsongen, den tredje efter att den allsvenska platsen redan var säkrad. Andersson vann skytteligan på 24 mål och Nebojša Novaković gjorde 19 mål för andra säsongen i rad. Avancemanget till Allsvenskan 1995 blev klart redan i mitten av september, med fem matcher kvar. 

## Spelartrupp[1]
| Nr | Nat                     | Spelare            | Position         | Ålder                    | Yrke            | I DIF sedan          | Kom från                | Moderklubb         |
| -- | ----------------------- | ------------------ | ---------------- | ------------------------ | --------------- | -------------------- | ----------------------- | ------------------ |
| 1  | Sverige                 | Kjell Frisk        | Målvakt          | 27 april 1964 (29 år)    | Snickare        | 1990                 | Åtvidabergs FF          | Rimforsa IF        |
| 15 | Norge                   | Thor André Olsen   | Målvakt          | 28 april 1964 (29 år)    | Mäklare         | 1994                 | SK Brann                | Mo IL              |
| 2  | Sverige                 | Mikael Nilsson     | Back             | 16 juni 1967 (26 år)     | Ekonom          | 1991                 | Tyresö FF               | Tyresö FF          |
| 4  | Sverige                 | Kenneth Bergkvist  | Back             | 2 september 1968 (25 år) | Säljare         | 1993 (och 1988-1990) | Spånga IS               | Djurgårdens IF     |
| 5  | Sverige                 | Johan Andersson    | Back             | 30 oktober 1974 (19 år)  | Målare          | 1993                 | Gröndals IK             | Gröndals IK        |
| 14 | Sverige                 | Peter Langemar     | Back             | 4 februari 1974 (20 år)  | Studerande      | 1993                 | Djurgårdens IF juniorer | IFK Österåker      |
| 16 | Finland                 | Johan Bergström    | Back/mittfältare | 29 oktober 1973 (20 år)  | Studerande      | 1994                 | Vasa IFK                | TP-55              |
| 19 | Sverige                 | Stefan Eriksson    | Back             | 12 juni 1975 (18 år)     | Kock            | 1994                 | Djurgårdens IF juniorer | Norsborgs IF       |
| 20 | Sverige                 | Daniel Hesser      | Back             | 14 januari 1974 (20 år)  | Studerande      | 1993                 | Djurgårdens IF juniorer | Djurgårdens IF     |
| 3  | Sverige                 | Kaj Eskelinen      | Mittfältare      | 21 februari 1969 (25 år) | Säljare         | 1994                 | SK Brann                | Västra Frölunda IF |
| 6  | Sverige                 | Darko Mavrak       | Mittfältare      | 19 januari 1969 (25 år)  | Fotbollsspelare | 1993                 | Proleter Zrenjanin      | FK Velez Mostar    |
| 7  | Sverige                 | Fred Persson       | Mittfältare      | 22 augusti 1973 (20 år)  | Studerande      | 1992                 | Bro IK                  | Bro IK             |
| 8  | Sverige                 | Zoran Stojcevski   | Mittfältare      | 4 mars 1971 (23 år)      | Studerande      | 1994                 | IFK Göteborg            | IFK Göteborg       |
| 9  | Sverige                 | Daniel Martinez    | Mittfältare      | 9 januari 1973 (21 år)   | Säljare         | 1992                 | Djurgårdens IF juniorer | IFK Lidingö        |
| 12 | Sverige                 | Kenneth Maron      | Mittfältare      | 16 juni 1973 (20 år)     | Värnpliktig     | 1994                 | Täby IS                 | Täby IS            |
| 17 | Sverige                 | Magnus Pehrsson    | Mittfältare      | 25 maj 1976 (17 år)      | Studerande      | 1994                 | IF Brommapojkarna       | IFK Lidingö        |
| 18 | Sverige                 | Martin Åslund      | Mittfältare      | 10 november 1976 (17 år) | Studerande      | 1994                 | Djurgårdens IF juniorer | Enebybergs IF      |
| 10 | Bosnien och Hercegovina | Nebojša Novaković  | Anfallare        | 29 oktober 1964 (29 år)  | Fotbollsspelare | 1993                 | Vasalunds IF            | FK Famos Sarajevo  |
| 11 | Sverige                 | Bosse Andersson    | Anfallare        | 26 augusti 1968 (25 år)  | Polis           | 1994                 | Vasalunds IF            | Rö IK              |
| 13 | Sverige                 | Kristoffer Kindbom | Anfallare        | 19 januari 1973 (21 år)  | Kock            | 1992                 | Djurgårdens IF juniorer | GT 76              |

Skador:
- Magnus Pehrsson slet av korsbandet och missade sista 11 omgångarna.

## Division 1 Norra
Tabellrad: 26  19  4   3  71-27  (+44) 61p
| Omgång | Datum               | Motståndare       | H/B | Resultat | Målskyttar                                                                         | Publik | Arena              | Position |
| ------ | ------------------- | ----------------- | --- | -------- | ---------------------------------------------------------------------------------- | ------ | ------------------ | -------- |
| 1      | Söndag 24 april     | GIF Sundsvall     | B   | 5-0      | B. Andersson (4) 14', 37', 73', 89', Novakovic 48'                                 | 2 343  | Idrottsparken      | 1        |
| 2      | Tisdag 3 maj        | Gefle IF          | H   | 2-0      | B. Andersson 18', Novakovic 86'                                                    | 3 010  | Stockholms Stadion | 1        |
| 3      | Måndag 9 maj        | Västerås SK       | H   | 4-0      | Novakovic 7', Stojcevski 72', Eskelinen 83', B. Andersson 90'                      | 2 575  | Stockholms Stadion | 1        |
| 4      | Måndag 16 maj       | IF Brommapojkarna | B   | 3-2      | J. Andersson 35', B. Andersson 55', Novakovic 58'                                  | 2 662  | Grimsta IP         | 1        |
| 5      | Tisdag 24 maj       | Spårvägens FF     | H   | 0-0      |                                                                                    | 2 519  | Stockholms Stadion | 1        |
| 6      | Söndag 29 maj       | Kiruna FF         | B   | 3-1      | Stojcevski 17', Novakovic 29', B. Andersson 68'                                    | 536    | Lombia IP          | 1        |
| 7      | Onsdag 1 juni       | Visby IF Gute     | B   | 3-1      | Pehrsson 23', Stojcevski 27', Novakovic 60'                                        | 4 719  | Gutavallen         | 1        |
| 8      | Måndag 6 juni       | IFK Luleå         | H   | 4-0      | Stojcevski (2) 43' (frispark), 80', Novakovic 34', B. Andersson 66'                | 2 308  | Stockholms Stadion | 1        |
| 9      | Måndag 13 juni      | IK Sirus          | B   | 3-1      | Stojcevski 5', B. Andersson 17', Novakovic 58'                                     | 3 524  | Studenternas IP    | 1        |
| 10     | Torsdag 16 juni     | Vasalunds IF      | H   | 4-2      | Martinez (2) 62', 81' (frispark), J. Andersson 16', Novakovic 50' (straff)         | 3 546  | Stockholms Stadion | 1        |
| 11     | Måndag 20 juni      | Spånga IS         | B   | 1-0      | B. Andersson 84'                                                                   | 1 750  | Spånga IP          | 1        |
| 12     | Tisdag 19 juli      | IK Brage          | H   | 1-4      | B. Andersson 50'                                                                   | 2 418  | Stockholms Stadion | 1        |
| 13     | Söndag 24 juli      | Umeå FC           | B   | 0-3      |                                                                                    | 3 098  | Gammliavallen      | 1        |
| 14     | Torsdag 4 augusti   | Umeå FC           | H   | 3-0      | B. Andersson (3) 23', 61',90'                                                      | 2 827  | Kristinebergs IP   | 1        |
| 15     | Måndag 8 augusti    | Kiruna FF         | H   | 5-0      | Novakovic (3) 22', 49', 86', Bergkvist 66', Eskelinen 75'                          | 2 066  | Stockholms Stadion | 1        |
| 16     | Söndag 14 augusti   | Spårvägens FF     | B   | 2-2      | B. Andersson 55', Novakovic 76'                                                    | 2 135  | Kristinebergs IP   | 1        |
| 17     | Söndag 21 augusti   | IK Sirus          | H   | 1-1      | Novakovic 47' (straff)                                                             | 1 911  | Stockholms Stadion | 1        |
| 18     | Onsdag 24 augusti   | Vasalunds IF      | B   | 5-0      | Eskelinen (2) 46', 57', Novakovic 22', J. Andersson 76', Martinez 87'              | 2 091  | Skytteholms IP     | 1        |
| 19     | Tisdag 30 augusti   | Västerås SK       | B   | 3-2      | Stojcevski 17', B. Andersson 19', Novakovic 22' (straff)                           | 4 728  | Arosvallen         | 1        |
| 20     | Söndag 4 september  | IF Brommapojkarna | H   | 6-0      | Eskelinen (4) 3', 67', 73' (straff), 85', Novakovic 22' (straff), B. Andersson 54' | 1 607  | Stockholms Stadion | 1        |
| 21     | Tisdag 13 september | Spånga IS         | H   | 4-1      | B. Andersson 2', Bergkvist 28', Novakovic 50' (straff), Eskelinen 89'              | 2 326  | Stockholms Stadion | 1        |
| 22     | Söndag 18 september | IK Brage          | B   | 1-2      | B. Andersson 49'                                                                   | 1 636  | Domnarvsvallen     | 1        |
| 23     | Tisdag 27 september | GIF Sundsvall     | H   | 4-3      | B. Andersson (3), Novakovic (straff)                                               | 615    | Stockholms Stadion | 1        |
| 24     | Tisdag 4 oktober    | Gefle IF          | B   | 2-1      | B. Andersson 53', Martinez 59'                                                     | 969    | Strömvallen        | 1        |
| 25     | Söndag 9 oktober    | Visby IF Gute     | H   | 1-0      | Martinez 35'                                                                       | 1 500  | Stockholms Stadion | 1        |
| 26     | Lördag 15 oktober   | IFK Luleå         | B   | 1-1      | Langemar 69'                                                                       | 1 049  | Skogsvallen        | 1        |

## Cupspel

### Svenska cupen 1994/95
| Omgång         | Datum                    | Motstånd       | H/B | Resultat          | Målskyttar                                                           | Publik | Arena              |
| -------------- | ------------------------ | -------------- | --- | ----------------- | -------------------------------------------------------------------- | ------ | ------------------ |
| Omgång 1       | Söndag 26 juni 1994      | Väsby IK       | B   | 2-2 (6-4 e str)   | Eskelinen (2), avgörande straff: Eskelinen                           | 537    | Vilundavallen      |
| Omgång 2       | Söndag 31 juli 1994      | Enköpings SK   | B   | 9-0               | Novakovic (3), B. Andersson (2), ?', ?'                              | 1 133  | Enavallen          |
| Omgång 3       | Onsdag 21 september 1994 | IFK Norrköping | H   | 2-0               | Stojcevski 7', Martinez 52'                                          | 3 307  | Stockholms Stadion |
| Omgång 4       | Onsdag 19 oktober 1994   | GIF Sundsvall  | B   | 2-1 (Golden goal) | Novakovic 14', Eskelinen 96'                                         | 180    | Idrottsparken      |
| Åttondelsfinal | Torsdag 6 april 1995     | Motala AIF     | B   | 4-2               | Mavrak (2) 48', 77, Stojcevski 5' (frispark), Eskelinen 57' (straff) | 1 000  | Motala IP          |
| Kvartsfinal    | Torsdag 20 april 1995    | AIK FF         | B   | 0-1               |                                                                      | 5 354  | Råsunda            |

### Stockholm Cup 1993/1994
| Omgång      | Datum         | Motstånd                  | H/B | Resultat | Målskyttar  | Arena          |
| ----------- | ------------- | ------------------------- | --- | -------- | ----------- | -------------- |
| Omgång 2    | 10 mars 1994  | IFK Tumba                 | B   | 6-1      |             | Storvretens BP |
| Omgång 3    | 12 april 1994 | IF Brommapojkarna         | B   | 5-1      | Kindbom (5) | Grimsta IP     |
| Kvartsfinal | Våren 1994    | Panellinios/Anajenisis IF | B   | 4-6      |             | Vårbergs IP    |

## Träningsmatcher
| Datum          | Motstånd      | Resultat       | H/B | Målskyttar                                           | Publiksiffra | Arena/Ort      |
| -------------- | ------------- | -------------- | --- | ---------------------------------------------------- | ------------ | -------------- |
| 26 februari    | Västerås SK   | 6-0            | H   | Novakovic (2), B. Andersson (2), Eskelinen, Martinez |              | Stadshagens IP |
| 5 mars         | Sirius IK     | 2-2            | H   | B. Andersson, Martinez                               |              |                |
| Lördag 12 mars | Hammarby IF   | 2-1            | H   | Novakovic, B. Andersson                              |              | Häradsvallen   |
| 19 mars        | IK Brage      | 1-0            | H   | Eskelinen 25'                                        |              | Katrineholm    |
| 23 mars        | Östers IF     | 0-4            | B   |                                                      |              | Kalmar         |
| 1 april        | Assyriska FF  | 1-1            | H   |                                                      |              | Nyköping       |
| 1 april        | Vagnhärads SK | 1-1            | B   |                                                      |              | Nyköping       |
| 9 april        | Kalmar FF     | 0-1            | B   |                                                      |              | Kalmar         |
| 16 april       | Spånga IS     | 3-0            | H   | Martinez, Stojcevski, B. Andersson                   |              |                |
| 9 juni         | AIK FF        | 1-1, 5-2 e str | B   | Eskelinen 66'                                        | 4 875        | Råsunda        |

## Statistik

### Division 1 Norra
| Spelare            | Matcher | Mål |
| ------------------ | ------- | --- |
| Bosse Andersson    | 25      | 24  |
| Nebojša Novaković  | 24      | 19  |
| Kaj Eskelinen      | 20      | 9   |
| Zoran Stojcevski   | 26      | 7   |
| Daniel Martinez    | 25      | 5   |
| Johan Andersson    | 24      | 3   |
| Kenneth Bergkvist  | 23      | 2   |
| Peter Langemar     | 20      | 1   |
| Magnus Pehrsson    | 15      | 1   |
| Thor André Olsen   | 24      | 0   |
| Mikael Nilsson     | 22      | 0   |
| Darko Mavrak       | 21      | 0   |
| Fred Persson       | 20      | 0   |
| Kristoffer Kindbom | 13      | 0   |
| Kenneth Maron      | 9       | 0   |
| Johan Bergström    | 2       | 0   |
| Kjell Frisk        | 2       | 0   |
| Daniel Hesser      | 2       | 0   |

## Övergångar

### Spelare/ledare in
| Datum            | Nr | Namn             | Från              | Position    | Kommentar                     | Länk  |
| ---------------- | -- | ---------------- | ----------------- | ----------- | ----------------------------- | ----- |
| 11 augusti 1993  | 18 | Martin Åslund    | Enebybergs IF     | Mittfältare |                               | dn.se |
| 11 november 1993 |    | Anders Grönhagen | IFK Sundsvall     | Tränare     | Skrev på ett 1+2-årskontrakt. | dn.se |
| 13 januari 1994  | 3  | Kaj Eskelinen    | SK Brann          | Mittfältare | Skrev på ett 2-årskontrakt.   | dn.se |
| 13 januari 1994  | 15 | Thor André Olsen | SK Brann          | Målvakt     | Skrev på ett 2-årskontrakt.   | dn.se |
| 13 januari 1994  | 8  | Zoran Stojcevski | IFK Göteborg      | Mittfältare |                               | dn.se |
| 13 januari 1994  | 12 | Kenneth Maron    | Täby IS           | Back        |                               | dn.se |
| 13 januari 1994  | 17 | Magnus Pehrsson  | IF Brommapojkarna | Mittfältare |                               | dn.se |
| 20 januari 1994  | 11 | Bosse Andersson  | Vasalunds IF      | Anfallare   | Skrev på ett 2-årskontrakt.   | dn.se |
| 28 januari 1994  | 16 | Johan Bergström  | Vasa IFK          | Mittfältare |                               | dn.se |

### Spelare/ledare ut
| Datum            | Nr | Namn              | Till                 | Position    | Kommentar | Länk  |
| ---------------- | -- | ----------------- | -------------------- | ----------- | --------- | ----- |
| 11 november 1993 |    | Thomas Lundmark   | Wigör FK             | Mittfältare |           | dn.se |
| 14 november 1993 | 11 | Patrik Hagman     | AIK FF               | Mittfältare |           | dn.se |
| 17 november 1993 |    | Bo Petersson      | IF Brommapojkarna    | Tränare     |           | dn.se |
| 10 december 1993 | 8  | Ken Burwall       | Östers IF            | Mittfältare |           | dn.se |
| 30 december 1993 | 9  | Thomas Johansson  | IF Brommapojkarna    | Mittfältare |           | dn.se |
| 30 december 1993 | 3  | Jonas Granath     | Degerfors IF         | Back        |           | dn.se |
| Inför säsongen   |    | Manir Bazgra      | Slutar spela fotboll | Mittfältare |           |       |
| Inför säsongen   |    | Jonas Claesson    | Slutar spela fotboll | Back        |           |       |
| Inför säsongen   |    | Vito Štavljanin   | S.C.U. Torreense     | Anfallare   |           |       |
| Inför säsongen   |    | Kristian Kaufmann | Vasalunds IF         | Målvakt     |           |       |

## Ledning
- VD: Owe Svensson
- Tränare: Anders Grönhagen
- Hjälptränare: Jörgen Lindman
- Lagledare A:  Glenn Schiller
- Lagledare B: Kjell Eriksson
- Läkare: Magnus Forssblad
- Naprapat: Micael Bergsten
- Materialförvaltare: Kjell Lundkvist
- Kanslichef: Matte Jansson
- Ungdomsansvarig: Lasse Stark
- Ordförande för ungdomsfotbollen: Ove "Bagarn" Andersson
- Ekonomiansvarig: Pierre Sandwall

### Styrelse[2]
- Ordförande: Mats Olsson (ny)
- Vice ordförande: Per Eriksson (ny)
- Ledamot: Bosse Andersson (omval, 2 år)
- Ledamot: Lars-Magnus Wester (nyval, 2 år)
- Ledamot: Klas Blomquist (nyval, 1 år)
- Ledamot: Per Kotschack (1 år kvar)
- Ledamot: Dan Svanell (1 år kvar)
- Suppleant: Glenn Schiller
- Suppleant: Ove Andersson
- Suppleant: Anders Söderberg

Valberedning: Roger Skoog